# CD79
CD79 (Cúmulo de Diferenciación 79) es una proteína transmembranal que forma un complejo con el receptor de linfocito B (BCR) y genera una señal después de que el BCR reconozca el antígeno.  CD79 está compuesta por dos cadenas distintas denominadas CD79A y CD79B (anteriormente denominadas Ig-alpha e Ig-beta); estas dos cadenas forman un heterodímero en la superficie de un linfocito B estabilizado mediante enlaces disulfuro. CD79a y CD79b son miembros de la superfamilia de las inmunoglobulinas. La CD79a humana está codificada por el gen mb-1 localizado en el cromosoma 19, mientras que CD79b está codificada por el gen B29 ubicado en el cromosoma 17. Ambas cadenas de CD79 contienen un motivo de activación del inmmunoreceptor basado en tirosina (ITAM) en sus colas intracelulares, que usan para propagar una señal en un linfocito B, de forma similar a la transducción de la señal generada por CD3 que se observa durante la activación del receptor de linfocitos T en los linfocitos T.